# Sant Vicenç de Riells
Sant Vicenç de Riells és l'església parroquial d'origen romànic del poble de Riells del Fai, pertanyent al terme municipal de Bigues i Riells del Fai, al Vallès Oriental.
L'església és enmig del petit nucli de Riells del Fai, al final del traçat de la carretera BV-1483, quatre quilòmetres al nord-oest de Bigues (poble del Vallès).

## Història
En un document del 971 ja es parla de la basilica Sancti Vincencii, in villa nuncupata Riello, L'any 1045 el bisbe Guislabert de Barcelona la va unir al monestir de Sant Miquel del Fai, i durant segles fou aquest monestir qui designava els rectors de Sant Vicenç de Riells. Al segle xvi, a causa de la poca feligresia que tenia, va passar a ser sufragània de Sant Pere de Bigues. Entre els segles xvi i xviii fou refeta diverses vegades, i va perdre gairebé totes les restes antigues.

## Característiques
L'únic fragment romànic que conserva és una part del mur de sota el campanar, a l'angle nord-occidental del temple, sota un ull de bou d'època barroca.
Al Museu Diocesà de Barcelona es conserva una creu patriarcal i reliquiari romànica procedent d'aquesta església. Duu el número 101 de l'inventari d'aquest Museu.